# Merge-Replikation
Die Merge-Replikation ist eine Methode zur Replikation (Synchronisation) von Daten zwischen zwei Microsoft-SQL-Server-Datenbanken. Sie funktioniert mittels Merge („Mischen“) der Datenbestände.
Merge-Replikation eignet sich unter anderem für Situationen, in denen in eine Datenbank offline modifiziert und erst später mit der Zentraldatenbank oder anderen Datenbanken abgeglichen wird. In diesem Fall werden alle Änderungen von einem Merge-Agent bearbeitet, konkurrierende Änderungen des gleichen Datensatzes können zu Dateninkonsistenz führen. Die in diesem Fall entstehenden Mergekonflikte werden nach konfigurierbaren Regeln aufgelöst.